# Barre St. Joseph
Barre St. Joseph ist ein Ort im Quarter (Distrikt) Castries im Westen des Inselstaates St. Lucia in der Karibik. 

## Geographie
Der Ort liegt auf der Anhöhe zwischen den Tälern des Roseau River im Süden und dem Cul de Sac im Norden. Vom Siedlungsgebiet bei Morne Saint Joseph oberhalb des Buckeye St Lucia Terminal Ltd im Osten zieht sich das Ortsgebiet nach Westen auf der Anhöhe von Mount Bellevue (185 m) bis zum Marigot Point, der nach Süden die Marigot Bay mit Marigot überblickt.
Nördlich des Marigot Point bildet die Küste die Trou Requin.

## Klima
Nach dem Köppen-Geiger-System zeichnet sich Barre St. Joseph durch ein tropisches Klima mit der Kurzbezeichnung Af aus.